# 철도기관 공동사옥
철도기관 공동사옥(鐵道機關共同社屋, 영어: KORAIL & KRNERWORK Headquarters)은 대한민국 대전광역시 동구 중앙동 대전역 동편에 위치한 쌍둥이 빌딩이다. 완공 당시 대전에서 가장 높은 건물이었다. 금강 엑슬루 타워가 완공되기 전까지 대전에서 가장 높았다. 이 건물은 한국철도공사와 국가철도공단으로 구성된다. 설비설계는 삼우설비가 맡았고 기계설계는 삼신설계(주)가 맡았다. 소방은 한방유비스주식회사고 발주처는 한국철도공사, 한국철도시설공단이다.

## 역사
2004년에서 2005년 사이에 계획한다. 2005년에 설계하여 2006년에 설계가 완료되었다. 12월 1일에 착공하였다. 이후 터파기 공사가 진행 중이고 지하 공사에만 4,000톤의 철근이 들어갔고 두꺼운 철골이 있어서 공사를 시도했다. 철도사옥이 올라가면서 2008년 9월 공동사옥에 상령식이 열렸고 12월에 골조공사가 끝났고 2009년 5월에 내부마감 등 주요공정이 완료되었고 8월에 통신과 전력공사, 그리고 각종 검사와 시운전이 완료되며 완공되었다. 9월에 쌍둥이 빌딩 형식으로 완공되어 서관에 한국철도공사가, 동관에 한국철도시설공단(現 국가철도공단)이 입주하였다.

## 높이
지붕 높이는 136m고 구조물 높이는 150m이다. 전체 높이는 150m이다. 완공 당시 대전광역시에서 높은 마천루가 되었다. 현재 대전광역시에서 높은 오피스 빌딩이다. 대전 스마트 시티(202동, 205동 39층, 135m)보다 높다. 2012년에 금강 엑슬루 타워(102동, 103동, 105동, 106동, 107동, 108동, 110동, 111동 50층, 160m)가 완공되기 전까지 대전광역시에서 가장 높은 마천루였다.

## 특징
철도 건물은 2개동이다. 한국철도공사와 국가철도공단이 있다. 철도 관련 시설이 있는 공동사옥이다. 이 사옥은 대전의 랜드마크다. 건물 구조는 철근콘크리트조, 철골철근콘크리트조다. 마감은 알루미늄쉬트, 유리커튼월, 화강석이다. 주차대수는 총 916대다. 옥외 100대, 옥내 816대다.

## 내부 시설

### 한국철도공사건물
| 층수                | 시설                                                          |
| ------------------- | ------------------------------------------------------------- |
| 27층 ~ 28층         | 식당                                                          |
| 26층                | 감사실                                                        |
| 25층                | 인재경영본부                                                  |
| 24층                | 안전본부                                                      |
| 23층                | 기획조정본부                                                  |
| 22층                | 사장실, 부사장실, 비서실                                      |
| 21층                | 안전기술총괄본부, 시설본부                                    |
| 20층                | 여객사업본부, 광역철도본부                                    |
| 19층                | 고객마케팅단, 열차운영단                                      |
| 18층                | 물류사업본부                                                  |
| 17층                | 신성장사업본부                                                |
| 16층                | 전기본부, 법무실                                              |
| 15층                | 차량본부                                                      |
| 14층                | 디지털융합본부                                                |
| 13층                | 차량기술센터                                                  |
| 12층                | 철도연구원                                                    |
| 11층                | 재무경영실                                                    |
| 10층                | 홍보문화실, 해외남북철도사업단                                |
| 9층                 | 회계통합센터                                                  |
| 7층 ~ 8층           | 회의실                                                        |
| 6층                 | 자료실, 기록관, 전산실                                        |
| 5층                 | 동호회실, 휴게실                                              |
| 4층                 | 철도종합관제실, 운영상황실                                    |
| 3층                 | 방송센터, 대회의실, 문서고, 통신실                            |
| 2층                 | 대강당, 회의실                                                |
| 1층                 | 로비, 안내데스크, 고객지원실, 은행, 커피숍                    |
| 지하 1층            | 입찰실, 문구점, 약국, 매점, 주차장, 철도특별사법경찰대 수사과 |
| 지하 4층 ~ 지하 2층 | 지하주차장                                                    |

### 국가철도공단건물
| 층수                | 시설                                                   |
| ------------------- | ------------------------------------------------------ |
| 28층                | 스포츠센터                                             |
| 27층                | 철도혁신연구원                                         |
| 26층                | 안전본부                                               |
| 25층                | 경영본부                                               |
| 24층                | 경영본부, 철도산업정보센터                             |
| 23층                | 임원실, 고객홍보실                                     |
| 22층                | 이사회                                                 |
| 21층                | 감사실                                                 |
| 20층                | 기획본부                                               |
| 19층                | 시설본부                                               |
| 17층 ~ 18층         | 건설본부                                               |
| 15층 ~ 16층         | SE본부                                                 |
| 14층                | 기획본부, 시설본부, SE본부                             |
| 13층                | 시설본부                                               |
| 12층                | GLOBAL본부                                             |
| 11층                | 국가철도공단 충청본부, 노동조합                        |
| 9층 ~ 10층          | 국가철도공단 본부                                      |
| 8층                 | 철도특별사법경찰대                                     |
| 7층                 | 교육장                                                 |
| 6층                 | 회의실                                                 |
| 5층                 | 식당, 동호회실                                         |
| 4층                 | 전산실                                                 |
| 3층                 | 대회의실, 기록관리실                                   |
| 2층                 | 대강당, 어린이집                                       |
| 1층                 | 로비, 안내데스크, 고객지원실, 홍보관, 어린이집, 커피숍 |
| 지하 1층            | 관리사무소, 방제실                                     |
| 지하 4층 ~ 지하 2층 | 주차장                                                 |

## 갤러리

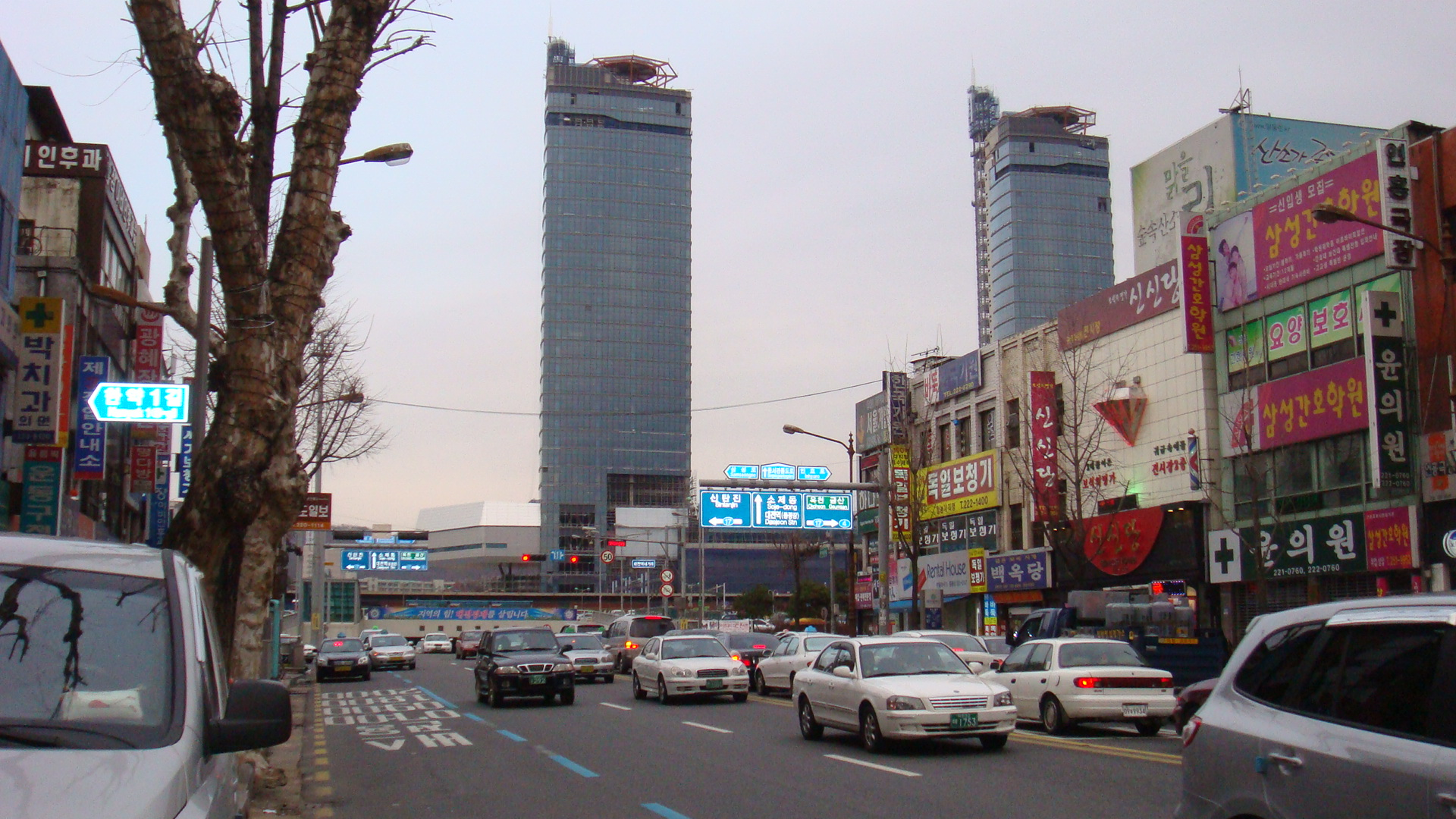
2009년 2월 15일
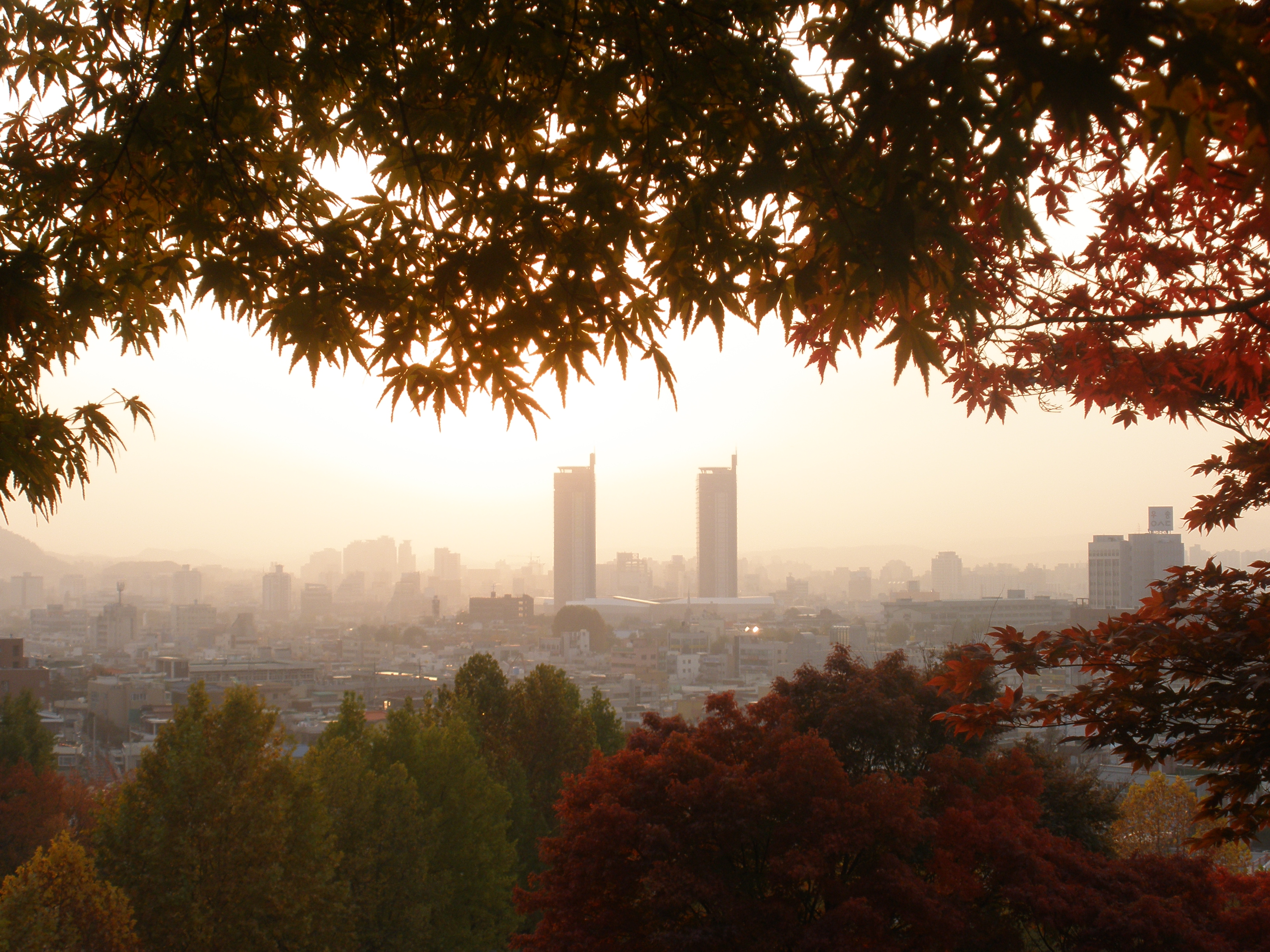
2010년 11월 4일
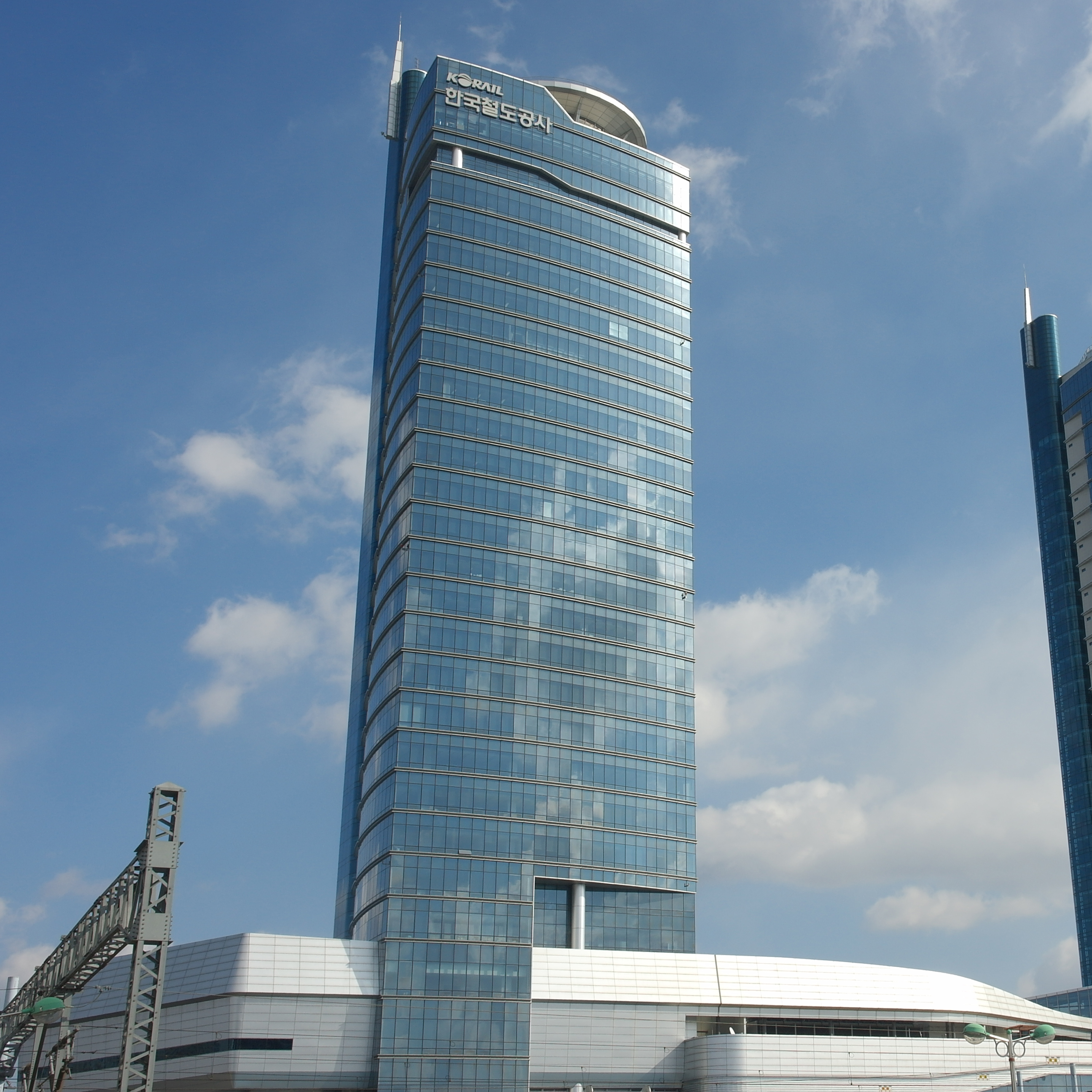
2012년 1월 25일
2013년 2월 23일
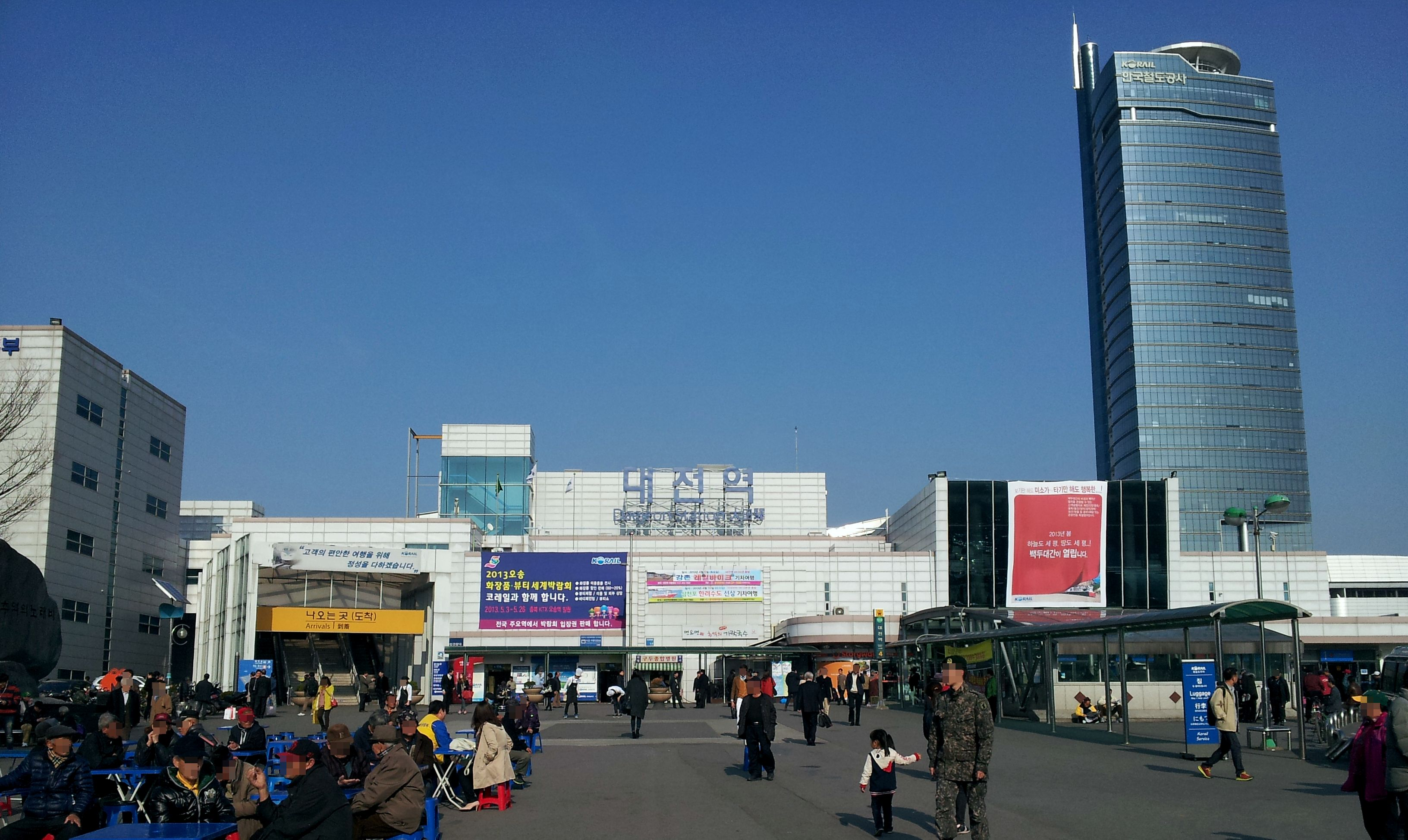
2013년 3월 15일
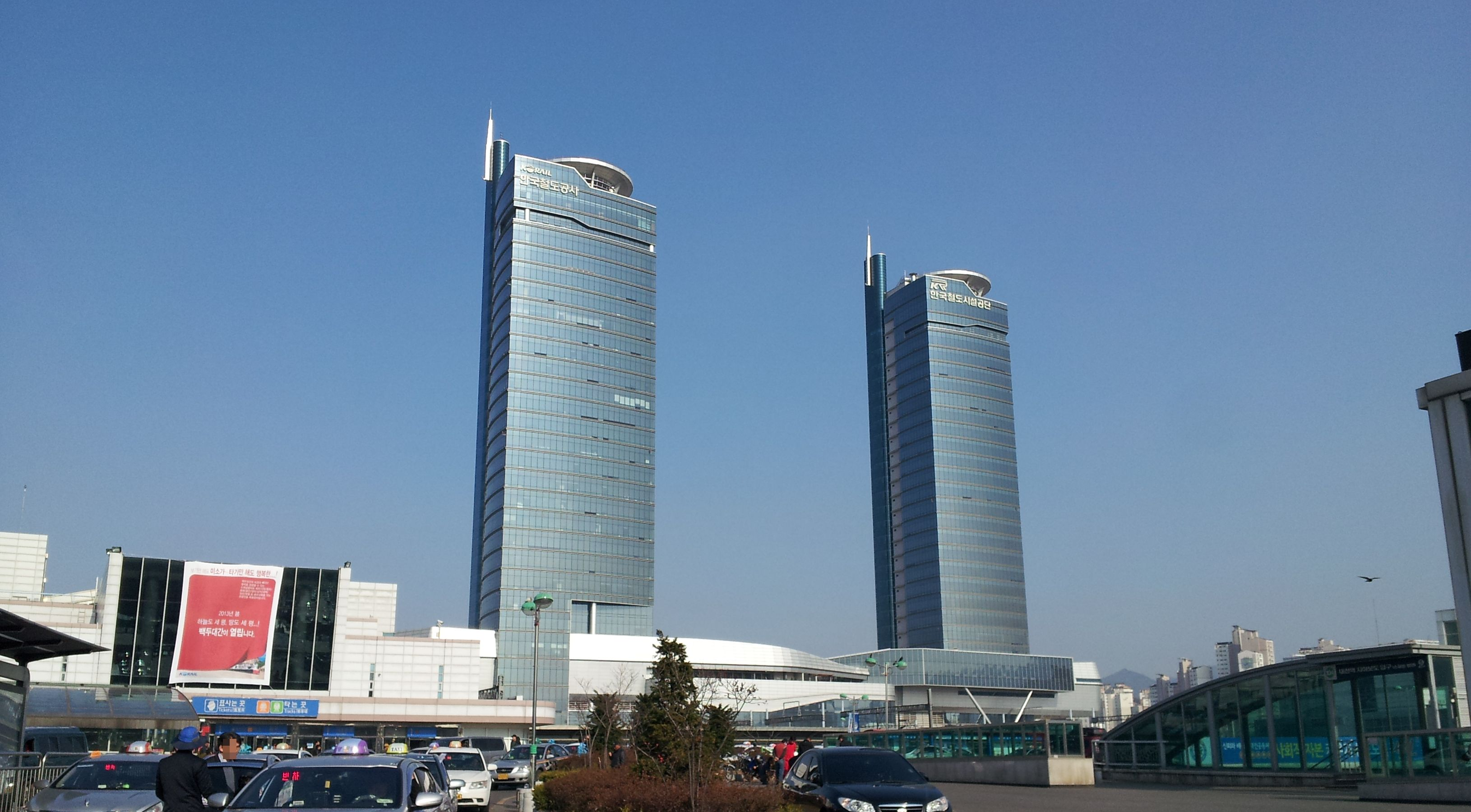
2013년 3월 15일
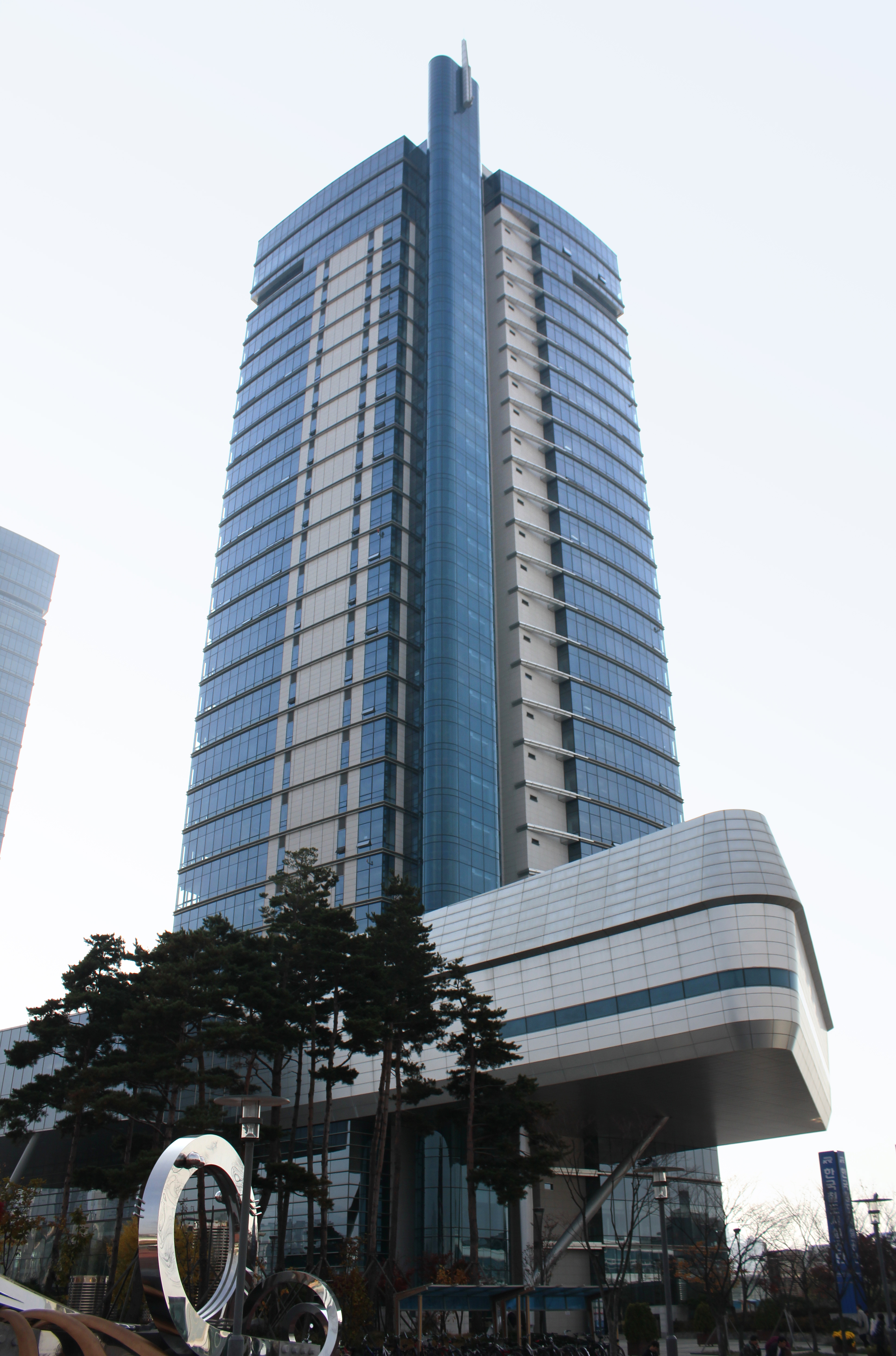
2014년 11월 11일
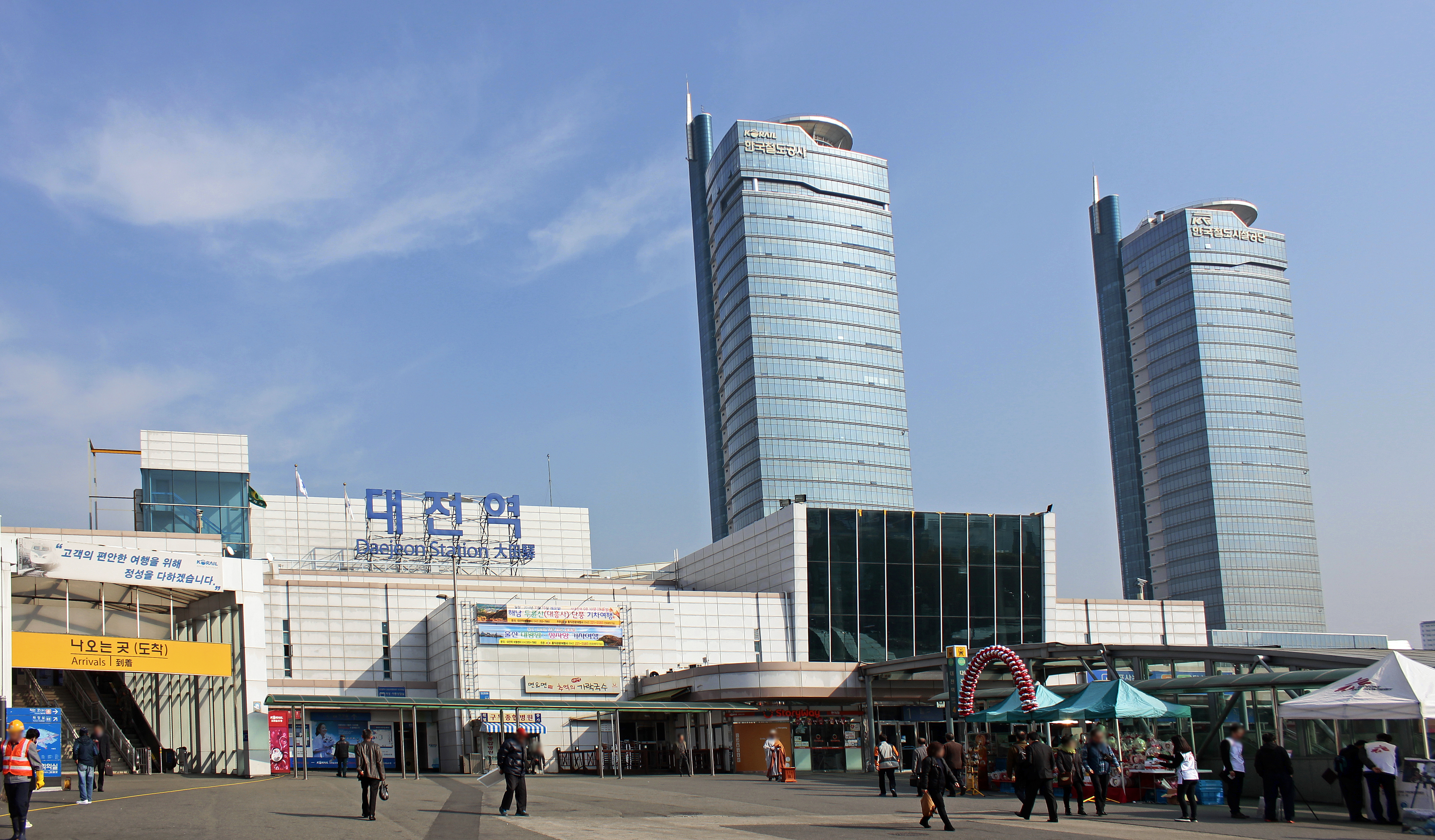
2014년 11월 11일
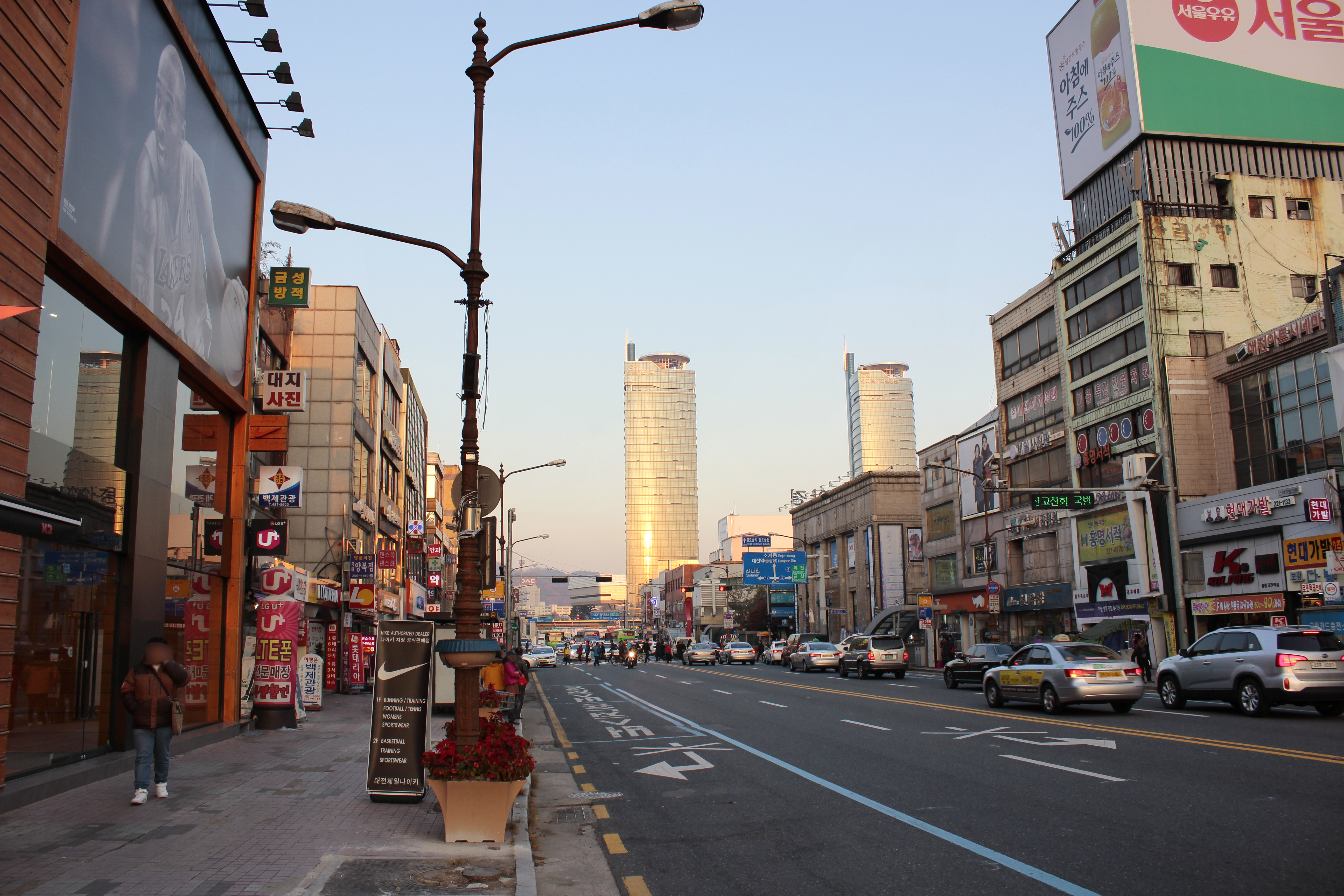
2014년 11월 20일
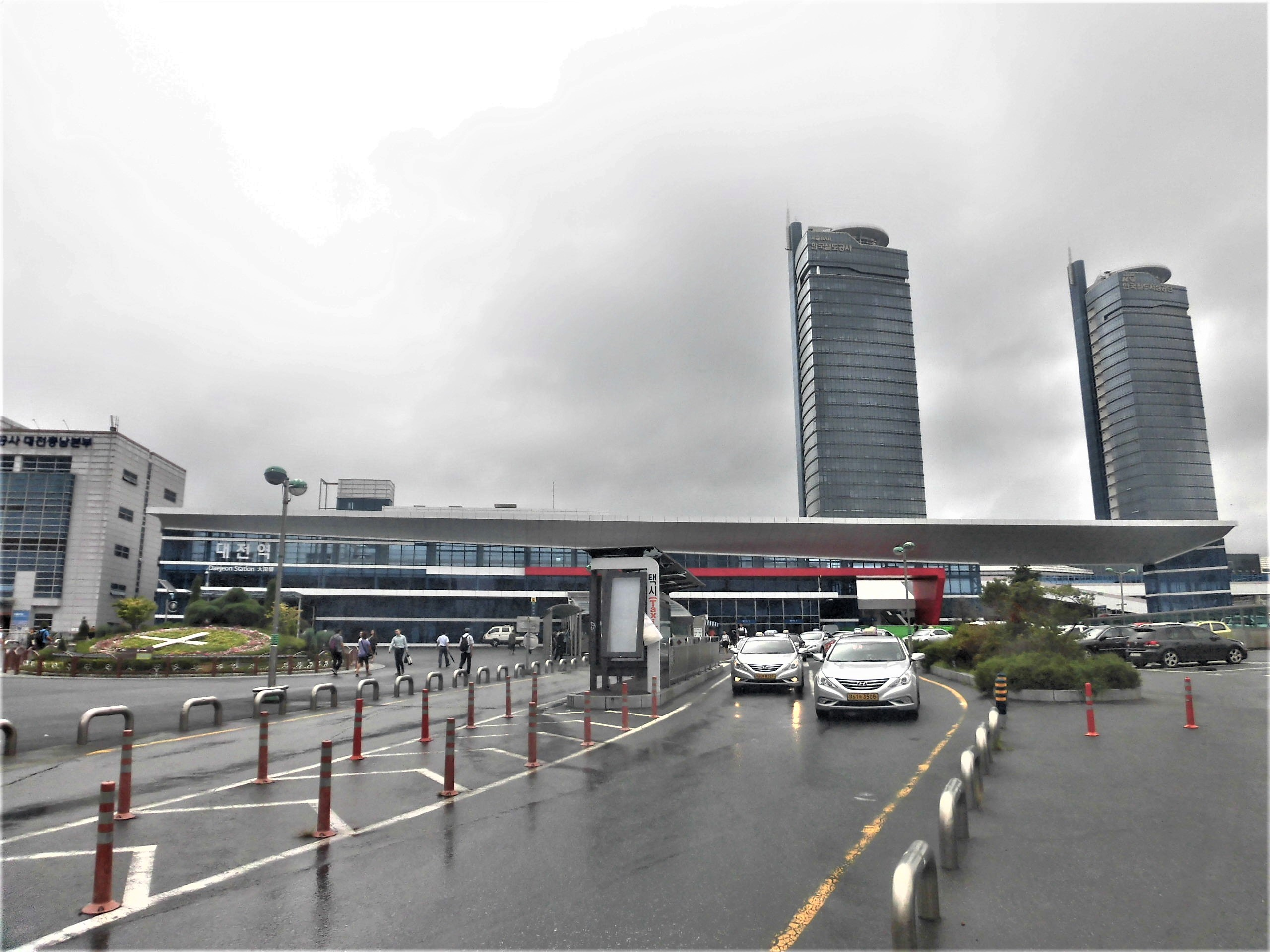
2017년 8월 16일

## 같이 보기
- 대한민국의 철도
- 대전역
- 쌍둥이 빌딩
- 대전광역시의 마천루 목록